# Vráble
Vráble (weg. Verebély) – miasto na Słowacji w kraju nitrzańskim; liczy niecałe 9 tys. mieszkańców (2011).

## Miasta partnerskie
- Andouillé
- Csurgó
- Nova Varoš[6]